# Masa Nakayama
Masa Nakayama, född 19 januari 1891 i Nagasaki, död 11 oktober 1976 i Osaka, var en japansk politiker. Hon var hälso- och socialminister 1960. Hon var den första kvinnliga ministern i Japan. 